# Tirilolo
Tirilolo (Trilolo) ist ein osttimoresisches Dorf und Suco im Verwaltungsamt Iliomar (Gemeinde Lautém).

## Der Ort
Der Ort Tirilolo liegt im Nordosten des Sucos auf einer Meereshöhe von 306 m. Hier gibt es eine Grundschule und einen Hubschrauberlandeplatz für Notfälle. Das Dorf hat den Status einer Aldeia.

## Der Suco
Tirilolo hat 1.731 Einwohner (2022), davon sind 840 Männer und 891 Frauen. Im Suco gibt es 384 Haushalte.
Vor der Gebietsreform 2015 hatte Tirilolo eine Fläche von 56,75 km². Nun sind es 39,99 km². Der Suco liegt im Südwesten des Verwaltungsamts Iliomar an der Timorsee. Im Norden grenzt er an den Suco Caenlio, im Nordosten an Fuat, im Osten an Aelebere und im Südosten an Iliomar II. Im Westen liegt jenseits des Flusses Irebere das Verwaltungsamt Uatucarbau (Gemeinde Viqueque) mit seinen Sucos Irabin de Baixo und Irabin de Cima. Die Grenze zu Iliomar II und zum Teil auch zu Aelebere bildet der Fluss Lihulo, der im Suco Tirilolo entspringt. Ebenso der Cocolai, der quer durch das Zentrum Tirilolos von Nord nach Süd zur Timorsee fließt.
In direkter Nachbarschaft zum Ort Tirilolo liegt östlich der Ort Etevata (Etevau). Westlich befindet sich der Ort Boropai. Im Südosten des Sucos liegt der Ort Rofo und an der südlichen Küstenstraße, einer der Hauptverkehrsstraßen des Landes, die auch quer durch den Süden des Sucos verläuft, der Ort Buamunir.
In Tirilolo befinden sich die drei Aldeias Etevata, Tatalalarin und Tirilolo.

## Geschichte
Der Ort Tirilolo wurde erst 1973 gegründet. Der Suco wurde nach dem Tod von Liurai João Hornay durch seinen Nachfolger Martinho von Caenlio abgetrennt und Tomás Correia, der ehemalige Stellvertreter von João Hornay, zum Liurai des neuen Sucos Tirilolo gemacht.

## Politik
Bei den Wahlen von 2004/2005 wurde Ermenegildo da Costa zum Chefe de Suco gewählt. Bei den Wahlen 2009 gewann Adão Teles Ximenes und wurde 2016 in seinem Amt bestätigt.